# Mejoza (figura)
Mejoza (grč. μειωσις = smanjenje; meioun = smanjiti) figura je kojom se koristi slabiji i jednostavniji izraz umjesto pravoga, da bi se opisao neki značajan događaj, vrijednost ili osjećaj.
Može se smatrati suprotnosću hiperbole, uz litotu, a i sama je podvrsta litote.